# Trudove, Putîvl
Trudove (în ucraineană Трудове) este un sat în comuna Ciornobrîvkîne din raionul Putîvl, regiunea Sumî, Ucraina.

## Demografie
Componența lingvistică a localității Trudove
     Rusă (52%)
     Ucraineană (48%)
Conform recensământului din 2001, majoritatea populației localității Trudove era vorbitoare de rusă (52%), existând în minoritate și vorbitori de ucraineană (48%).